# Бучнева, Александра Андреевна
Александра Андреевна Бучнева (13 февраля 1920 года, Нижний Гумбет, Оренбургская губерния — 5 февраля 1998 года, Октябрьское, Оренбургская область, Россия) — Герой Социалистического Труда, оператор машинного доения коров колхоза имени Кирова Оренбургской области.

## Биография
Родилась 13 февраля 1920 года в селе Нижний Гумбет (ныне Октябрьский район, Оренбургской области) в семье крестьянина.
После окончания семи классов школы начала свою трудовую деятельность в колхозе с 14 лет разнорабочей.
В начале Великой Отечественной войны, в 1941 году окончила курсы и получила профессию тракториста, возглавила женскую тракторную бригаду.
В 1946 году семья переехала в село Октябрьское и с 1946 года Александра Андреевна работала дояркой в колхозе имени Кирова Октябрьского района Чкаловской области. Производственные показатели Александры Андреевны имели положительную динамику: в 1968 году надои на одну корову составляли 2935 килограмм, это на 535 килограмм больше плана. В 1969 году ей удалось улучшить свой результат ещё на 700 килограмм, а уже в 1970 году её показатели эффективности опережали среднеколхозные на 1230 килограмм. И стала первой в Октябрьском районе дояркой-четырёхтысячницей.
Звание Героя Социалистического Труда А. А. Бучневой присвоено 30 марта 1971 года за выдающиеся успехи, достигнутые в развитии сельскохозяйственного производства и выполнении пятилетнего плана по продаже государству продуктов земледелия и животноводства. Также награждена медалью «За доблестный труд. В ознаменование 100-летия со дня рождения В. И. Ленина».
Была делегатом XXIV съезда КПСС в 1971 году
В 1973—1978 годах была заведующей птицефермой в колхозе имени Кирова. В 1978 году вышла на пенсию.
Будучи на пенсии Александра Андреевна активно участвовала в общественной жизни и в воспитании молодежи.
Скончалась 5 февраля 1998 года.

## Семья
В 1940 году вышла замуж, родила и воспитала двух сыновей.

## Награды
За свои достижения была награждена:
- медаль «В ознаменование 100-летия со дня рождения Владимира Ильича Ленина»;
- 30.03.1971 — звание Герой Социалистического Труда с золотой медалью Серп и Молот и орден Ленина «за выдающиеся успехи, достигнутые в развитии сельскохозяйственного производства и выполнении пятилетнего плана по продаже государству продуктов земледелия и животноводства».